# Senevita
Die Senevita Gruppe mit Sitz in Muri bei Bern ist eine Anbieterin für stationäre und ambulante Pflege. Sie beherbergt und pflegt rund 4900 ältere Menschen zu Hause (Spitex-Dienstleistungen in 26 Filialen), in Pflegeplätzen oder in betreuten Wohnungen an 29 Standorten. Die Senevita Gruppe beschäftigt über 4300 Mitarbeitende sowie rund 200 Lernende. Die Senevita Gruppe gehört seit 2014 zur französischen emeis-Gruppe (ehemals Orpea), die zahlreiche Pflege- und Gesundheitseinrichtungen betreibt. 

## Geschichte
Gegründet wurde die Senevita 1989 durch Philipp M. Zemp als Betreibergesellschaft von Wohn- und Pflegeheimen. In den Jahren darauf übernahm die Firma den Betrieb verschiedenster Alterseinrichtungen im Mandatsverhältnis.
2000 konnte mit der Übernahme des Hauses Dammweg in Bern der erste eigene Betrieb eröffnet werden. Es folgten weitere Häuser im Kanton Bern und dann ab 2004 mit der Residenz Bornblick in Olten die erste Residenz in einem anderen Kanton. Weitere Einrichtungen in den Kantonen Aargau, Zürich und Freiburg kamen dazu und die Gruppe umfasste 2008 acht Häuser. Im Jahre 2008 verkaufte Zemp die Senevita an die österreichische SeneCura, welche das weitere Wachstum in den Kantonen Basel-Stadt und Luzern vorantrieb und die Gruppe bis 2014 auf 13 Betriebe vergrösserte. 2014 übernahm die französische Orpea die Senevita, welche mittlerweile (2019) 29 Betriebe umfasst.
Im Oktober 2016 übernahm die Senevita die schweizweit grösste private Spitex-Organisation, die Spitex für Stadt und Land AG.
Die Spitex für Stadt und Land betreibt 26 Filialen. Seit Juli 2018 gehört auch die Clinica Holistica zur Senevita. Das Leistungsangebot der Klinik in Susch ist auf die Behandlung von Stressfolge-Erkrankungen spezialisiert.

## Dienstleistungen

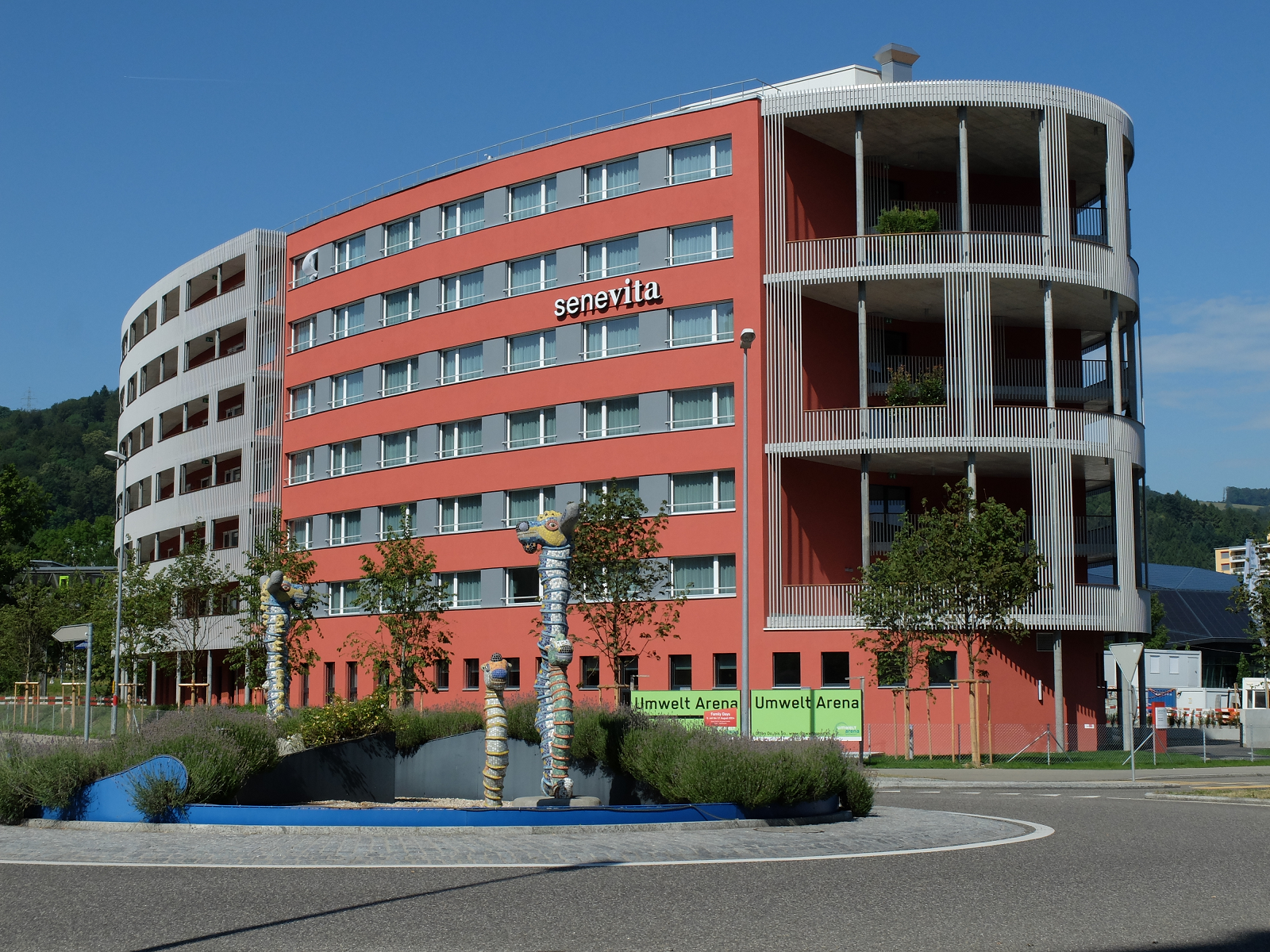
Senevita Lindenbaum Spreitenbach

Das Unternehmen bietet betreute Wohnungen mit Dienstleistungen sowie Pflegeplätze an. In den betreuten Wohnungen können bei Bedarf Dienstleistungen wie zum Beispiel die Wohnungsreinigung oder Mahlzeiten bezogen werden.
Die Senevita bietet ausserdem Dienstleistungen für Menschen mit Demenz. In Spreitenbach betreibt sie eine spezialisierte Abteilung für pflegebedürftige Menschen südländischer Herkunft.
Neben dem Betrieb von eigenen Einrichtungen ist die Senevita ebenfalls aktiv im Bereich der Planung und Beratung verschiedener Anspruchsgruppen wie Pflegeeinrichtungen, Gemeinden und Bauherren.
Im September 2023 wurde bekannt, dass Senevita einen kleinen Teil seiner Wohnungen als Ferienwohnungen auf Booking.com anbietet.

## Standorte

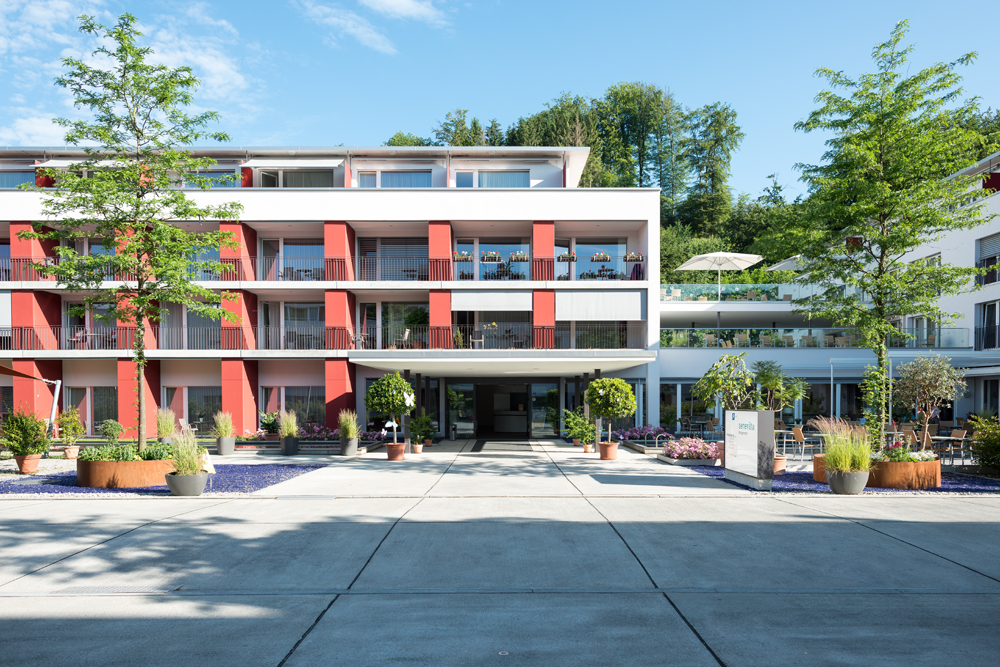
Senevita Wangenmatt Bern

| Kanton Aargau - Senevita Gais, Aarau - Senevita Lindenbaum, Spreitenbach - Senevita Am Maiegrüen, Hägglingen Kantone Basel-Stadt & Basel-Landschaft - Senevita Erlenmatt, Basel - Senevita Gellertblick, Basel - Senevita Sonnenpark, Pratteln Kanton Bern - Senevita Aespliz, Ittigen - Senevita Bernerrose, Zollikofen - Senevita Bümpliz, Bern - Senevita Burgdorf, Burgdorf - Senevita Dammweg, Bern - Senevita Dorfmatt, Münsingen - Senevita Halten, Lenk im Simmental - Senevita Residenz Multengut, Muri b. Bern - Senevita Panorama, Bern - Senevita Wangenmatt, Bern - Senevita Westside, Bern - Senevita Wydenpark, Studen - Seniorenvilla Grüneck, Bern | Kanton Freiburg - Senevita Residence Beaulieu, Murten Kanton Luzern - Senevita Pilatusblick, Ebikon Kanton Solothurn - Senevita Residenz Bornblick, Olten Kanton St. Gallen - Senevita Oberhalden, Engelburg - Senevita Wisental, Abtwil Kanton Zürich - Alterszentrum Gehren, Erlenbach - Senevita Im Rebberg, Herrliberg - Senevita Limmatfeld, Dietikon - Senevita Mülibach, Buchs - Senevita Residenz Nordlicht, Zürich - Senevita Obstgarten, Affoltern am Albis - Senevita Stockenhof, Regensdorf |